# Лозица (област Плевен)
 За другото българско село с име Лозица вижте Лозица (Област Бургас).  
Лозѝца е село в Северна България. То се намира в община Никопол, област Плевен.

## География
Село Лозица разположено между трихълмие с излаз към река Дунав. От град Никопол селото отстои на 19 км, а от Свищов на 32 км. Землището на селото възлиза на 26 960 декара. Броят на населението през 2005 година е 330 жители. Селото е разположено на 300 метра надморска височина.

## Личности
- Борис Ганев (1902 – 1948), български офицер, генерал-майор
- Панайот Атанасов (1922 – 1990) – роден в с. Лозица, български офицер от ВВС.